# ディディエ・アガテ
ディディエ・フェルナン・アガテ（Didier Fernand Agathé, 1975年8月16日 - ）は、フランス・レユニオン島サン＝ピエール出身の元サッカー選手。現役時代のポジションはミッドフィールダー。ギニア人の母を持つ。

## 経歴
元々はストライカーであったということもあり、攻撃力が高い。ドリブル突破の巧みさを買われ、主に右サイドでプレー。アストン・ヴィラFCを退団してからはトライアルに参加してチームを探していたが、最終的に地元のチームであるJSサン＝ピエロワーズでプレーした。

## 所属クラブ
- モンペリエHSC 1992-1999

→  オリンピック・アレス 1996-1997 (loan)
- レイス・ローヴァーズFC 1999-2000
- ハイバーニアンFC 2000.7-2000.9
- セルティックFC 2000-2006
- アストン・ヴィラFC 2006-2007
- JSサン・ピエロワーズ 2007-2008